# 貝森巴赫河
49°59′8.69″N 9°15′19.99″E / 49.9857472°N 9.2555528°E

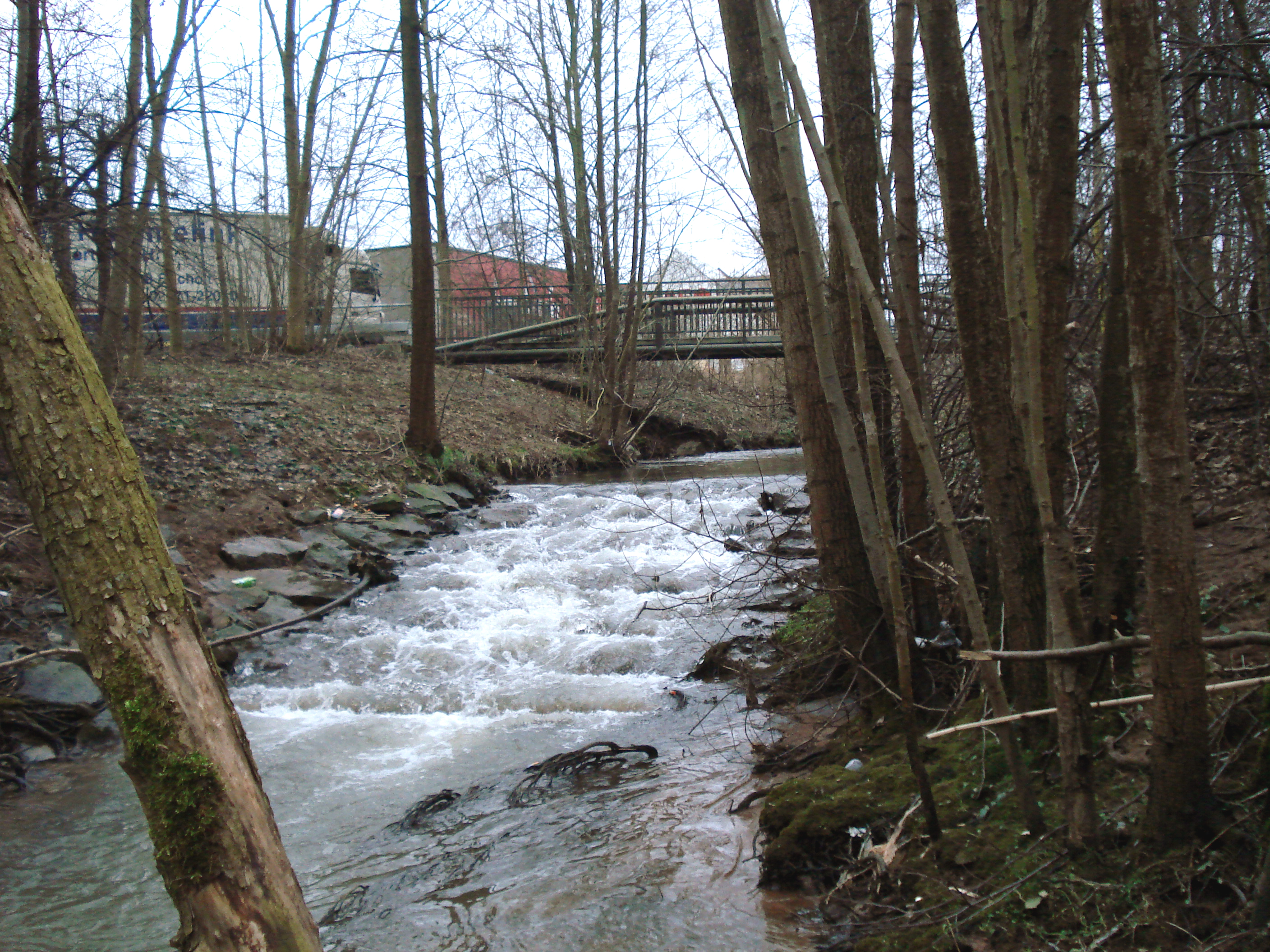

貝森巴赫河（德語：Bessenbach）是德國的河流，位於該國東南部，由巴伐利亞負責管轄，屬於阿沙夫河的左支流，河道全長8.1公里，流域面積26.1平方公里。